# 内在価値
内在価値（ないざいかち）とは経済学用語の一つ。株式投資を行う際に、その企業の価値が株式の時価ではなく企業の資産や収益や配当などの基礎的な要因によって測られたもの。この他にも素質や成長性や能力や環境なども要因となる。これらの要因によって測られた内在価値を株式の時価と比較するということで、現在のその企業の株式は買いであるか売りであるかといったことが判断できるようになる。